# Duško Grujić
Duško Grujić (Kúla, 1972. szeptember 15. –) bosnyák labdarúgó, de rendelkezik szerb állampolgársággal is. Újvidéki csapatokban kezdte pályafutását, majd felfigyeltek rá Németországban, és 3 évet ott is töltött, majd következett egy kis ázsiai kitérő Vietnámban, és onnan pedig Magyarországra igazolt az Előre FC Békéscsaba csapatához.